# Union City (New Jersey)
Union City je město ve Spojených státech amerických. Nachází se v severní části okresu Hudson County ve státě New Jersey. Ve městě žije přibližně 69 tisíc obyvatel a jeho rozloha činí 3,3 km². Je 18. nejlidnatějším městem v New Jersey a vůbec nejhustěji zalidněným městem ve Spojených státech amerických s hustotou zalidnění 54 138 obyvatel na kilometr čtvereční. Kromě toho je 590. nejlidnatějším městem v USA.  
Město vzniklo v roce 1925 sloučením obcí West Hoboken a Union Hill. V minulosti do města emigrovali Němci a posléze také Španělé, kteří postupně významně utvořili dnešní podobu města. Město bylo vůbec prvním místem, ve kterém došlo k prodeji z pojízdného občerstvení a také prvním místem v USA, kde se ujaly indiánky. Sousedními obcemi sídla jsou Weehawken, West New York, North Bergen, Jersey City a Hoboken.

## Rodáci
- Bobby Cannavale (* 1970) – americký herec
- Nikos Galis (* 1957) – řecký basketbalista
- AJ Lee (* 1987) – americká profesionální wrestlerka